# Fortaleza de São Pedro e São Paulo
A Fortaleza de São Pedro e São Paulo (em russo: Крепость Сан-Педро и Сан-Паулу, transl. Krepost' San-Pedro i San-Paulu) localiza-se em São Petersburgo, na Rússia.

## História
Foi esta fortificação que deu origem à atual cidade. A sua construção foi feita por determinação do tsar Pedro, o Grande, com a finalidade de defender esta região dos ataques das tropas suecas, que dominavam o mar Báltico durante a Grande Guerra do Norte (1700–1721).

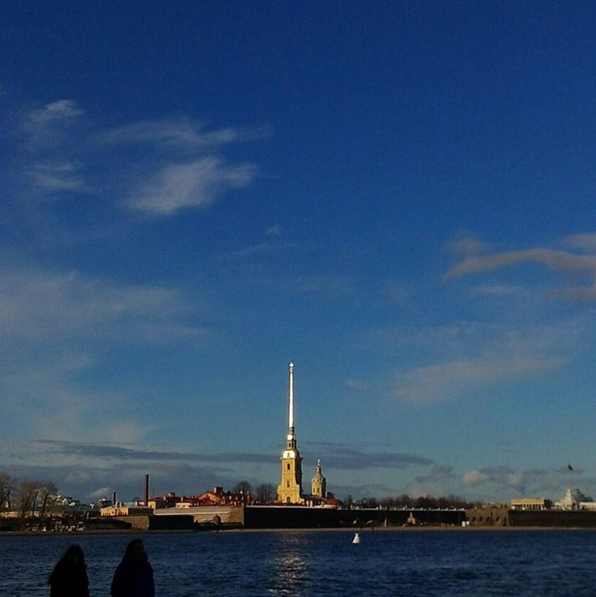
Fortaleza de São Pedro e São Paulo. Uma vista através do rio Neva

A data de início da construção desta fortaleza — 27 de maio de 1703 (16 de maio no calendário juliano) — é considerada a data de aniversário da cidade.
Durante muitos anos as suas instalações foram utilizadas como prisão política.
O centro do conjunto da antiga fortaleza é a Catedral de São Pedro e São Paulo. Este templo tem sido o local de sepultamento dos imperadores russos desde o tempo do tzar Pedro, o Grande.
Em 1998 os restos do último imperador russo Nicolau II e sua família foram enterrados na catedral.